# Xanthophenax pectoralis
Xanthophenax pectoralis är en stekelart som först beskrevs av Brulle 1846.  Xanthophenax pectoralis ingår i släktet Xanthophenax och familjen brokparasitsteklar. Inga underarter finns listade i Catalogue of Life.